# Oxkangar
Oxkangar med Kvimo, Kalotan, Stora Trutholmen, Hässjeholmen, Dövkäringsholmen och Korsstensgrundet är en ö i Vörå i Finland. Den ligger i Norra kvarken och i kommunen Vörå i den ekonomiska regionen  Vasa i landskapet Österbotten, i den västra delen av landet. Ön ligger omkring 23 kilometer nordöst om Vasa och omkring 370 kilometer norr om Helsingfors. Oxkangar sitter ihop med Teugmo och Kvimo och tillsammans bildar de Finlands sextonde största havsö med en areal på 46 kvadratkilometer.
Öns area med alla nedanstående medräknade är 52 kvadratkilometer och dess största längd är 13 kilometer i sydväst-nordöstlig riktning. Ön höjer sig omkring 30 meter över havsytan.

## Sammansmälta delöar
- Oxkangar 63°18′14″N 22°11′59″Ö / 63.30391°N 22.19962°Ö
- Kvimo, 63°16′25″N 22°07′00″Ö / 63.2736°N 22.1167°Ö
- Kalotan 63°20′45″N 22°13′42″Ö / 63.34572°N 22.22844°Ö
- Stora Trutholmen 63°16′10″N 22°03′40″Ö / 63.2694°N 22.06121°Ö
- Hässjeholmen 63°17′16″N 22°07′23″Ö / 63.28774°N 22.12308°Ö
- Dövkäringsholmen 63°15′23″N 22°07′23″Ö / 63.25648°N 22.123°Ö
- Korsstensgrundet 63°17′14″N 22°07′45″Ö / 63.28717°N 22.12906°Ö